# Krzysztof Kuchciak
Krzysztof Kuchciak (ur. 12 sierpnia 1970 w Łodzi) – były polski futsalista (zawodnik z pola) i piłkarz plażowy, reprezentant kraju (uczestnik futsalowych mistrzostw Europy 2001), a następnie trener futsalowy (m.in. ekstraklasowej Gatty Active Zduńska Wola).
Podczas czynnej kariery był zawodnikiem: SUW-TOR Łódź, Opału Gniezno, P.A. Nova Gliwice, Cleareksu Chorzów i Grembachu Zgierz. Kilkukrotnie zdobywał mistrzostwo Polski. W sezonie 1999/2000 został królem strzelców ekstraklasy, a na tym szczeblu zdobył łącznie 304 bramki.
W latach 1994–2006 zawodnik futsalowej reprezentacji Polski seniorów, w której rozegrał 106 oficjalnych spotkań międzypaństwowych (były rekordzista pod tym względem), strzelacjąc w nich 49 bramek.
Był również reprezentantem Polski w piłce nożnej plażowej oraz pełnił funkcję selekcjonera tej kadry.
Komentował spotkania futsalowe oraz piłki plażowej w Orange Sport i Polsacie Sport.